# Труав'єрж (комуна)
Труав'єрж (люксемб. Ëlwen, фр. Troisvierges, нім. Ulflingen) — комуна Люксембургу. Входить до складу кантону Клерво в окрузі Дикірх.

## Географія
Площа території комуни становить 37,86 км² (10-е місце за цим показником серед 116 комун Люксембургу).
Найвища точка комуни над рівнем моря — 560 метрів (1-е місце за цим показником серед комун країни), найнижча — 407 метрів (116-е місце).

## Демографія
Станом на 2011 рік на території комуни мешкало 2 972 ос.
Динаміка чисельності населення:

## Адміністративний поділ
До складу комуни входять такі поселення:
| Поселення   | Населення за даними переписів: | Населення за даними переписів: | Населення за даними переписів: |
| Поселення   | на 31.03.1981                  | на 01.03.1991                  | на 15.02.2001                  |
| ----------- | ------------------------------ | ------------------------------ | ------------------------------ |
| Басбеллайн  | 114                            | 126                            | 154                            |
| Бівіш       | 84                             | 73                             | 97                             |
| Дрінкланж   | 79                             | 79                             | 118                            |
| Геданж      | 27                             | 26                             | 43                             |
| Обеллайн    | 140                            | 146                            | 142                            |
| Хульданж    | 215                            | 262                            | 353                            |
| Труав'єрж   | 1 039                          | 1 102                          | 1 365                          |
| Вільверданж | 161                            | 179                            | 251                            |